# Meg Ryan
Meg Ryan, geboren als Margaret Mary Emily Anne Hyra, (Fairfield (Connecticut), 19 november 1961) is een Amerikaanse (film)actrice. Ze staat vooral bekend om haar rollen in romantische komedies als When Harry Met Sally... en Sleepless in Seattle.

## Biografie
Ryan studeerde Journalistiek aan de New York University. Om haar studie te kunnen bekostigen, ging ze acteren. In 1981 maakte ze haar filmdebuut in de film Rich and Famous, waarna ze een vaste rol kreeg in de succesvolle soap As the World Turns. Hierin speelde ze van 1982 tot 1984 de rol van Betsy.
Ze kreeg enkele filmrollen aangeboden, waaronder een klein rolletje in Top Gun, en één in Innerspace, waarin ze de vriendin van Dennis Quaid speelde. In het echt kregen de twee ook een relatie, en ze trouwden op valentijnsdag 1991.
In 1989 kwam de grote doorbraak als filmactrice met de hit When Harry Met Sally... van Rob Reiner. De scène waarin ze een orgasme faket in een wegrestaurant werd op slag een klassieker. Voor haar rol in deze film kreeg Ryan een Golden Globe-nominatie. Het vormde ook de basis van haar verdere filmcarrière: de meeste grote films waarin Ryan de hoofdrol zou spelen, zijn romantische komedies à la When Harry Met Sally...
In 1990 was ze te zien in Joe Versus the Volcano, met Tom Hanks. Het was de eerste van een succesvolle samenwerking tussen de twee acteurs. De twee zouden vaker met succes tegenover elkaar worden gezet, in de films Sleepless in Seattle (1993) en You've Got Mail (1998).
Met haar rol als Jim Morrisons vrouw in The Doors van Oliver Stone bewees Ryan meer te kunnen dan alleen romantische komedies. In 1994 speelde ze een alcoholiste in When a Man Loves a Woman. Alhoewel de films succesvol waren, bleken het publiek en de critici Ryan toch het liefst te zien in romantische films. Voor Sleepless in Seattle kreeg ze een tweede Golden Globe-nominatie, en ook You've Got Mail en City of Angels (met Nicolas Cage) waren grote kassuccessen.
In 2000 kreeg Ryan een relatie met Russell Crowe op de set van de film Proof of Life. Vrijwel gelijktijdig maakten Meg Ryan en Dennis Quaid bekend dat ze gingen scheiden. Op 16 juli 2001 werd hun scheiding officieel. Ryan en Quaid hebben samen een zoon, Jack Quaid, geboren op 24 april 1992. In januari 2006 adopteerde Meg Ryan een 14 maanden oud meisje uit China, dochter Daisy True Ryan. Sinds november 2010 heeft ze een relatie met rockmuzikant John Mellencamp.
In 2003 leek Ryan voorgoed met haar brave imago te breken door te spelen in de erotische thriller In the Cut, die op het Toronto Film Festival in première ging. In 2008 speelde ze de rol van Mary Haines in The Women, een rol die Norma Shearer in 1939 ook speelde.